# Liste der Gouverneure von Bermuda

Wappen von Bermuda

Flagge des Gouverneurs von Bermuda

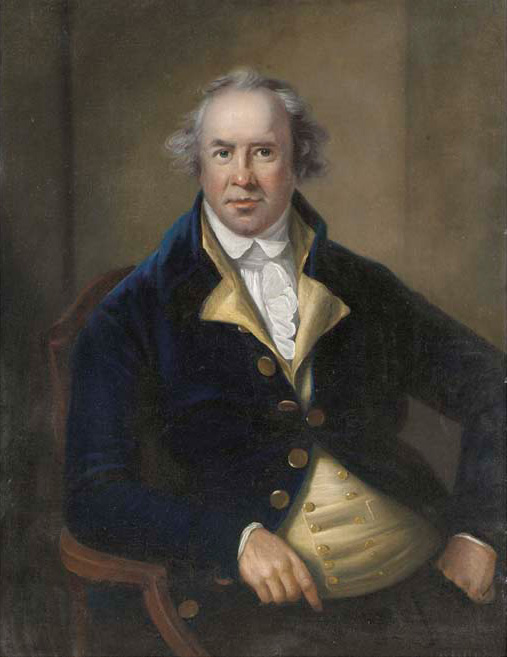
George James Bruere, der von 1764 bis 1780 im Amt war, hatte die längste Amtszeit aller Gouverneure von Bermuda

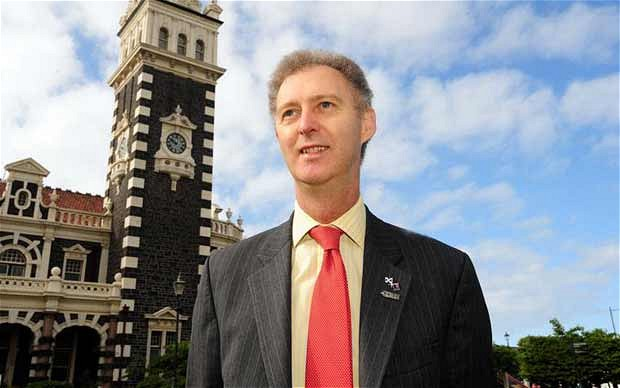
George Fergusson, 2012 bis 2016 Gouverneur von Bermuda

Der Gouverneur von Bermuda ist der Vertreter des britischen Monarchen im britischen Überseegebiet Bermuda. 
Der Gouverneur wird vom Monarchen auf Vorschlag des britischen Premierministers ernannt. Die Amtszeit des Gouverneurs ist zeitlich nicht festgelegt, sondern richtet sich nach der Entscheidung des britischen Monarchen, dem sogenannten At His Majesty’s pleasure. 
Die Rolle des Gouverneurs ist de facto die Funktion eines Staatsoberhauptes, das den Premierminister von Bermuda und die elf Mitglied des Senats ernennt, des Oberhauses des Parlaments von Bermuda. Der Gouverneur verfügt über seine eigene Flagge in Bermuda, und zwar ein Union Jack mit dem Wappen Bermudas in der Mitte.
Die derzeitige Gouverneurin, Rena Lalgie, wurde am 20. Dezember 2020 vereidigt. 

## Liste der Gouverneure von Bermuda
- 1612–1616 Richard Moore
- 1616–1619 Daniel Tucker
- 1619–1622 Nathaniel Butler
- 1622–1623 John Bernard
- 1623–1626 Henry Woodhouse
- 1626–1629 Philip Bell
- 1629–1637 Roger Wood
- 1637–1641 Thomas Chaddock
- 1641–1642 William Sayle
- 1642–1643 Josias Forster
- 1643–1645 William Sayle (2. Mal)
- 1645 Josias Forster
- 1645–1647 Triumvirat
- 1647–1649 Thomas Turner
- 1649–1650 John Trimingham (Wahl durch das Volk)
- 1650–1659 Josias Forster
- 1659–1663 William Sayle (3. Mal)
- 1663–1668 Florentius Seymour
- 1668–1669 Samuel Whalley
- 1669–1681 Sir John Heydon
- 1681–1682 Florentius Seymour
- 1682–1683 Henry Durham (kommissarischer Gouverneur)
- 1683–1687 Richard Coney
- 1687–1690 Sir Richard Robinson
- 1691–1693 Isaac Richier
- 1693–1698 John Goddard
- 1698–1700 Samuel Day
- 1701–1713 Benjamin Bennett
- 1713–1718 Henry Pulleine
- 1718–1722 Benjamin Bennett (2. Mal)
- 1722–1727 Sir John Hope, 7. Baronet
- 1727–1728 John Trimingham
- 1728–1737 John Pitt
- 1737–1738 Andrew Auchinleck
- 1738–1744 Alured Popple
- 1744–1747 Francis Jones
- 1747–1751 William Popple
- 1751–1755 Francis Jones
- 1755–1763 William Popple (2. Mal)
- 1763–1764 Francis Jones (2. Mal)
- 1764–1780 George James Bruere
- 1780 Thomas Jones
- 1780–1781 George Bruere, Jr.
- 1782–1788 William Browne
- 1788–1794 Henry Hamilton (Vize-Gouverneur)
- 1794–1796 James Crawford
- 1796 Henry Tucker
- 1796 William Campbell
- 1796–1798 Henry Tucker (2. Mal)
- 1798–1803 George Beckwith
- 1803–1805 Henry Tucker (2. Mal)
- 1805–1806 Francis Gore (Vize-Gouverneur)
- 1806 Henry Tucker (3. Mal)
- 1806–1810 John Hodgson
- 1810–1811 Samuel Trott
- 1811–1812 Sir James Cockburn
- 1812 William Smith
- 1812–1816 George Horsford (Vize-Gouverneur)
- 1814–1816 Sir James Cockburn (2. Mal)
- 1816–1817 William Smith (2. Mal)
- 1817–1819 Sir James Cockburn (3. Mal)
- 1819 William Smith (3. Mal)
- 1819–1822 Sir William Lumley
- 1822–1823 William Smith (4. Mal)
- 1823–1825 Sir William Lumley (2. Mal)
- 1825–1826 William Smith (5. Mal)
- 1826–1829 Sir Tomkyns Hilgrove Turner
- 1829 Robert Kennedy (kommissarischer Gouverneur)
- 1829–1830 Sir Hilgrove Turner (2. Mal)
- 1830 Robert Kennedy (kommissarischer Gouverneur, 2. Mal)
- 1830–1832 Sir Tomkyns Hilgrove Turner
- 1832–1835 Sir Stephen Remnant Chapman
- 1835 Henry G. Hunt (kommissarischer Gouverneur)
- 1835–1836 Robert Kennedy
- 1836–1839 Sir Stephen Remnant Chapman
- 1839–1846 William Reid
- 1846 William N. Hutchinson
- 1846–1852 Sir Charles Elliot
- 1852–1853 W. Hassell Eden (kommissarischer Gouverneur)
- 1853 George Philpots (kommissarischer Gouverneur)
- 1853 Soulden Oakley (kommissarischer Gouverneur)
- 1853 Thomas C. Robe (kommissarischer Gouverneur)
- 1853 Soulden Oakley (kommissarischer Gouverneur)
- 1853–1854 Sir Charles Elliot (2. Mal)
- 1854 Montgomery Williams (kommissarischer Gouverneur)
- 1854–1859 Freeman Murray
- 1859 A. T. Heniphill (kommissarischer Gouverneur)
- 1859–1860 William Munroe
- 1860–1861 Freeman Murray (2. Mal)
- 1861–1864 Harry St. George Ord
- 1864 William Munroe (kommissarischer Gouverneur) (2. Mal)
- 1864–1865 W.H. Hamley (Vize-Gouverneur)
- 1865–1866 Harry St. George Ord (2. Mal)
- 1866–1867 W.H. Hamley (Vize-Gouverneur, 2. Mal)
- 1867 Arnold Thompson (kommissarischer Gouverneur)
- 1867–1870 Sir Frederick Chapman
- 1870 W. F. Brett (Vize-Gouverneur)
- 1871–1877 Sir John Henry Lefroy
- 1877–1882 Robert Michael Laffan
- 1882–1888 Thomas L. J. Gallwey
- 1888–1891 Edward Newdegate
- 1892–1896 Sir Thomas Lyons
- 1896–1901 Sir George Digby Barker
- 1902–1904 Sir Henry LeGuay Geary
- 1904–1907 Sir Robert MacGregor Stewart
- 1907–1908 Sir Josceline Wodehouse
- 1908–1912 Sir Frederick Walter Kitchener
- 1912–1917 Sir George Bullock
- 1917–1922 Sir James Willcocks
- 1922–1927 Sir J. J. Asser
- 1927–1931 Sir Louis Jean Bols
- 1931–1936 Sir Thomas Astley Cubitt
- 1936–1939 Sir Reginald Hildyard
- 1939–1941 Sir Denis John Charles Kirwan Bernard
- 1941–1943 Edward Knollys, 2. Viscount Knollys
- 1943–1945 David Burghley, Lord Burghley
- 1945-Mai 1946 William Addis (kommissarischer Gouverneur)[1]
- Mai 1946–1949 Sir Ralph Leatham
- 1949–1955 Sir Alexander Hood
- 1955–1959 Sir John Woodall
- 1959–1964 Sir Julian Gascoigne
- 1964–1972 Roland Robinson, 1. Baron Martonmere
- 1972–1973 Sir Richard Sharples (Opfer eines Attentats)
- 1973 – 7. April 1977 Sir Sir Edwin Leather
- 7. April 1977 – 6. September 1977 Peter Lloyd (kommissarischer Gouverneur)[1]
- 1977–30. Dezember 1980 Sir Peter Ramsbotham
- 1. Januar 1981 – Februar 1981 Peter Lloyd (kommissarischer Gouverneur, 2. Mal)[1]
- Februar 1981 – 15. März 1983 Sir Richard Posnett[1]
- 14. Februar 1983 – Juli 1983 Mark Herdman (kommissarischer Gouverneur für Gouverneur Posnett vom 14. Februar bis 15. März 1983)[1]
- 1983–1988 John Morrison, 2. Viscount Dunrossil
- 1988–1992 Sir Desmond Langley
- 25. August 1992 – 4. Juni 1997 David Waddington, Baron Waddington
- 4. Juni 1997 – 27. November 2001 Thorold Masefield
- 27. November 2001 – 11. April 2002 Tim Gurney (kommissarischer Gouverneur)[1]
- 11. April 2002 – 12. Oktober 2007 Sir John Vereker
- 12. Oktober 2007 – 12. Dezember 2007 Mark Andrew Capes (kommissarischer Gouverneur)[1]
- 12. Dezember 2007 – 18. Mai 2012 Sir Richard Gozney
- 18. Mai 2012 – 23. Mai 2012 David Arkley (kommissarischer Gouverneur)
- 23. Mai 2012 – 2. August 2016 George Fergusson
- 2. August 2016 – 5. Dezember 2016 Ginny Ferson (kommissarische Gouverneurin)
- 5. Dezember 2016 – 20. Dezember 2020 John Rankin
- 20. Dezember 2020 – 14. Januar 2025 Rena Lalgie
- 14. Januar 2025 – 23. Januar 2025 Tom Oppenheim (kommissarischer Gouverneur)
- seit 23. Januar 2025 Andrew Murdoch